# Luigi Apolloni
Luigi Apolloni (* 2. Mai 1967 in Frascati) ist ein ehemaliger italienischer Fußballspieler und aktueller -trainer.

## Laufbahn

### Vereinskarriere
Apolloni begann seine Karriere in der Spielzeit 1983/84 bei AS Lodigiani in der Serie C2. In den folgenden beiden Spielzeiten spielte er bei AC Pistoiese, ehe er 1986 zur AC Reggiana wechselte.
1987 wechselte Apolloni in die Serie B zum AC Parma. Dort bildete er mit Lorenzo Minotti die Innenverteidigung. Unter Trainer Nevio Scala gelang 1990 der Aufstieg in die Serie A und auf Anhieb die Qualifikation für den UEFA-Pokal. 1992 wurde die Coppa Italia gewonnen. Im Europapokal der Pokalsieger in der folgenden Spielzeit wurde das Finale erreicht, der FC Arsenal konnte sich jedoch mit 1:0 durchsetzen. 1999 wurde der italienische Pokal erneut gewonnen.
Im Herbst 1999 wechselte Apolloni zu Hellas Verona, wo er nach dem Abstieg in die Serie B 2001 seine aktive Laufbahn beendete.

### Nationalmannschaft
Apolloni spielte seit seinem Debüt am 27. Mai 1994 gegen Finnland 15 Mal für Italien. Ein Mal war er dabei als Torschütze erfolgreich. Er wurde Vizeweltmeister 1994 und stand im Kader bei der Europameisterschaft 1996.

## Trainerlaufbahn
Nachdem Apolloni bereits einige Zeit als Assistenztrainer beim FC Modena tätig gewesen war, übernahm er im Januar 2009 erstmals das Amt des Cheftrainers bei Modena. Ursprünglich als Übergangslösung geplant, schaffte er mit der Mannschaft am letzten Spieltag der Saison 2008/09 den Ligaerhalt in der Serie B. Durch einen 1:0-Auswärtssieg bei der US Triestina gelang dem FC Modena dank einer gleichzeitigen Niederlage von Rimini Calcio (0:2 bei der AS Cittadella) der Sprung auf die Nicht-Abstiegsplätze und der Verbleib in der zweithöchsten Spielklasse. Auch im Folgejahr gelang ihm mit dem Verein der Klassenerhalt, zum Saisonende blieb Modena mit 54 Punkten drei Zähler über den Abstiegsrängen.
Im Juli 2010 verließ er den Club und wurde kurz darauf als neuer Cheftrainer des Ligakonkurrenten US Grosseto vorgestellt. Bereits im September wurde er von der US Grosseto allerdings wieder entlassen. Gegen Ende der folgenden Spielzeit wurde er im April 2012 von der AS Gubbio 1910, die zum ersten Mal seit 1947 an der Serie B teilnahm, als mittlerweile vierter Trainer der Saison verpflichtet, konnte den Abstieg in die Lega Pro Prima Divisione aber nicht verhindern.
Ein Jahr darauf kam Apolloni zum slowenischen Erstligisten ND Gorica, seiner ersten Station bei einem erstklassigen Verein, und erreichte während des einjährigen Engagements von 2013 bis 2014 einen Pokalsieg sowie damit die Teilnahme an der Europa-League-Qualifikation. Zur Saison 2015/16 übernahm Apolloni seinen früheren Verein Parma Calcio, den vormaligen AC Parma, der zuvor aus der Serie A abgestiegen war und infolge von Insolvenz in der Serie D im Amateurbereich antrat. Dort gelang ihm 2016 mit 17 Punkten Vorsprung die regionale Gruppenmeisterschaft und somit der Aufstieg in die Lega Pro.

## Titel
Als Spieler
- Coppa Italia: 1991/92, 1998/99
- Supercoppa Italiana: 1999
- Europapokal der Pokalsieger: 1992/93
- UEFA-Pokal: 1994/95, 1998/99
- UEFA Super Cup: 1993

Als Trainer
- Slowenischer Fußballpokal: 2013/14